# Яхновщина (Дятловский район)
Яхно́вщина (бел. Яхноўшчына) — деревня в Дворецком сельсовете Дятловского района Гродненской области Белоруссии. По переписи населения 2009 года в Яхновщине проживало 92 человека. Площадь населённого пункта составляет 53,58 га, протяжённость границ — 4,37 км.

## География
Яхновщина расположена в 19 км к юго-востоку от Дятлово, 164 км от Гродно, 14 км от железнодорожной станции Выгода.

## История
Согласно переписи населения 1897 года Яхновщина — деревня в Роготненской волости Слонимского уезда Гродненской губернии (52 двора, 389 жителей).
В 1921—1939 годах Яхновщина находилась в составе межвоенной Польской Республики. В 1923 году в Яхновщине имелось 69 хозяйств, проживал 361 человек. В сентябре 1939 года Яхновщина вошла в состав БССР.
В 1996 году Яхновщина входила в состав Роготновского сельсовета и совхоза «Роготно». В деревне насчитывалось 82 хозяйства, проживало 160 человек.
28 августа 2013 года деревня была передана из упразднённого Роготновского в Дворецкий сельсовет.